# Alter Ego (Musikensemble)
Alter Ego ist ein Ensemble für Neue Musik in Italien, das 1990 in Rom gegründet wurde. Heute gehört es zu den weltweit führenden Spezialensembles für die Musik des 20. und 21. Jahrhunderts.

## Repertoire
Kennzeichnend für das Ensemble ist die wiederkehrende Zusammenarbeit mit Künstlern aus verschiedenen Bereichen: Elektronische Musik, Pop-Musik, Visuelle Kunst oder auch Schauspielerei. 2004 organisierte Alter Ego in Zusammenarbeit mit dem Orchestra Sinfonica di Milano das Cometodaddy-Festival im Auditorium in Mailand. 2005 präsentierte Alter Ego eine Neufassung von Gavin Bryars’ The Sinking of the Titanic auf der Biennale in Venedig.
2006 fand ein Projekt namens Microwaves statt. Dieses Projekt wurde in Zusammenarbeit mit dem finnischen Electronic-Duo Pan Sonic und verschiedenen Komponisten (Atli Ingolfsson, Yan Maresz, Riccardo Nova und Giovanni Verrando) realisiert. Als Koproduzenten traten sechs internationale Festivals in Erscheinung: Stockholm New Music, MaerzMusik, Festival Archipel, Ircam, Holland Festival, Romaeuropa Festival. Aufgeführt wurde Microwaves außerdem auf verschiedenen anderen großen Festivals. Zurzeit arbeitet Alter Ego mit dem Auditorium Fondazione Musica per Roma regelmäßig zusammen.

## Auszeichnungen
Im Juli 2002 erhielt Alter Ego den Editor’s Choice des Gramophone-Musikmagazins.

## Diskografie
- Chamber Works (1992)
- Chamber Works 2 (1993)
- Salvatore Sciarrino Chamber Works (1999)
- Francesco Pennisi Chamber Works (1999)
- Philip Glass (2001; Stradivarius)
- Nicola Sani (2002)
- Frederic Rzewski (2002)
- Oltre Il Deserto Spazio (2002; Stradivarius)
- Philip Glass - 600 Lines (2002; Stradivarius)
- Salvatore Sciarrino (2003)
- Salvatore Sciarrino Chamber Works 2 (2004; Stradivarius)
- Toshio Hosokawa Chamber Works (2005; Stradivarius)
- Private - Movie Soundtrack (2005)
- Gavin Bryars - Sinking of the Titanic (2006; Touch)
- Matmos-Scelsi Project (2007)
- TablesAreTurned (2011; God Records)